# Juan Gómez de Lesaca
Juan Gómez de Lesaca (Sevilla, 24 de junio de 1867-Madrid, 15 de octubre de 1896) fue un torero español.

## Biografía
Fue hijo de María Dolores García y Tomás Gómez de Lesaca, militar que alcanzó la graduación de general de brigada. Debutó en la Plaza de toros de Sevilla el 21 de junio de 1889, actuando pocos días después en la Plaza de toros de Madrid. Tomó la alternativa en Sevilla el 21 de abril de 1895, ejerciendo como padrino Rafael Guerra, confirmó la alternativa en Madrid el 2 de junio de 1895 con Fernando Gómez García el Gallo. Murió el 15 de octubre de 1896 como consecuencia de una cogida que le infligió en la Plaza de toros de Guadalajara el toro Cachurro de color retinto oscuro, perteneciente a la ganadería de la señora viuda de Ripamilánen. Tras ser atendido en la enfermería de la plaza, fue trasladado el mismo día en tren a Madrid, falleciendo en esta ciudad a las 11 de la noche, poco después de su llegada.